# Два капитана (памятник)
Памятник «Два капитана» — установленный в городе Пскове памятник героям романа В. А. Каверина «Два капитана» — Ивану Татаринову и Сане Григорьеву. Расположен в сквере перед Псковской областной библиотекой для детей и юношества имени В. А. Каверина (180000, Псков, Октябрьский проспект, д. 7-а).

## История
Памятник был установлен после смерти писателя и открыт 22 июля 1995 года. Известно, что Каверин заинтересованно следил за судьбой проекта этого памятника. Авторы памятника — петербургские скульпторы М. Белов и А. Ананьев.
После установки памятника с 1996 года работает литературно-патриотический клуб «Два капитана».